# St. Wolfgang (Weil)

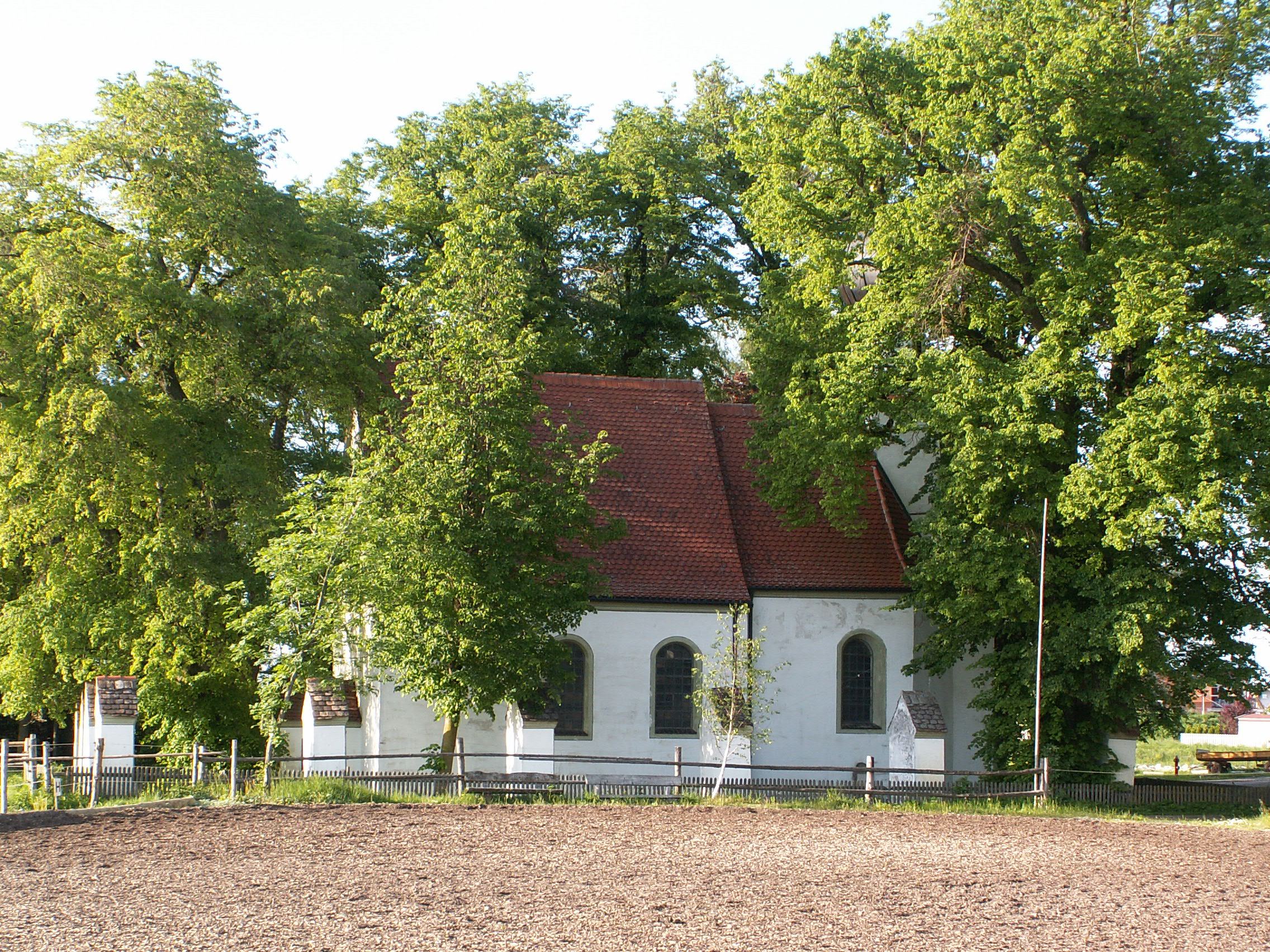
St. Wolfgang in Weil

Die römisch-katholische Kapelle St. Wolfgang steht in der Gemeinde Weil im oberbayerischen Landkreis Landsberg am Lech. Sie ist in der Liste der Baudenkmäler in Weil (Oberbayern) unter der Nummer D-1-81-145-2 eingetragen. Die Kapelle gehört zum Dekanat Landsberg im Bistum Augsburg.

## Beschreibung
Die barocke Saalkirche besteht aus dem um 1707 errichteten Langhaus und dem eingezogenen, gegen 1500 gebauten Chor mit Fünfachtelschluss im Osten, auf dessen Dach sich ein Dachreiter mit einer Zwiebelhaube erhebt.
Der Innenraum des Langhauses ist mit einer Flachdecke überspannt, der des Chors mit einem Sterngewölbe. Der Hochaltar wurde um 1680/90 von Lorenz Luidl gebaut. Er wird von den Skulpturen der Odilia von Köln und des Benedikt von Nursia flankiert. Im Altarretabel ist Wolfgang von Regensburg dargestellt.